# Boško Prodanović
Boško Prodanović (1. srpna 1943, Otočac – 16. dubna 2024 Bělehrad) byl jugoslávský fotbalista srbské národnosti, záložník.

## Fotbalová kariéra
Začínal v jugoslávské lize v týmu FK Sarajevo, se kterým získal v roce 1967 mistrovský titul. Dále hrál i za Radnički Kragujevac. V Poháru mistrů evropských zemí nastoupil ve 3 utkáních. Za reprezentaci Jugoslávie nastoupil v roce 1968 v přátelském utkání s Brazílií.

## Ligová bilance
| Ročník                                   | Zápasy | Góly | Klub                |
| ---------------------------------------- | ------ | ---- | ------------------- |
| Jugoslávská Prva liga 1964/1965          | 1      | 0    | FK Sarajevo         |
| Jugoslávská Prva liga 1965/1966          | 28     | 8    | FK Sarajevo         |
| Jugoslávská Prva liga 1966/1967          | 28     | 10   | FK Sarajevo         |
| Jugoslávská Prva liga 1967/1968          | 19     | 11   | FK Sarajevo         |
| Jugoslávská Prva liga 1968/1969          | 18     | 5    | FK Sarajevo         |
| Jugoslávská Prva liga 1969/1970          | 11     | 3    | FK Sarajevo         |
| Jugoslávská Prva liga 1970/1971          | 0      | 0    | FK Sarajevo         |
| Jugoslávská Prva liga 1971/1972          | 3      | 0    | FK Sarajevo         |
| Jugoslávská Prva liga 1971/1972          | 10     | 0    | Radnički Kragujevac |
| Druga savezna liga Jugoslavije 1972/1973 | -      | -    | Radnički Kragujevac |
| CELKEM Jugoslávská Prva liga             | 118    | 37   |                     |